# Димни сигнали
Димни сигнали су вид визуелне комуникације на великим растојањима, који је развијан како у Америци, од стране Индијанаца, тако и у Кини. Димни сигнал се формира тако што се отворена ватра за кратки временски интервал прекрије ћебетом, што након брзог откривања ствара облачић дима. Уз мало тренинга, може се стећи умеће контрлисања величине, облика и временских размака између облачића, који могу бити посматрани од стране свакога ко је у стању да их види. „Станице“ за слање димних сигнала су често биле направљене и тако лоциране да постигну максималну могућу видљивост. Торњеви кинеског зида су добар пример сигналних станица.
Не постоје стандардизоване ознаке за димне сигнале; значење сигнала је често првобитно уговорено између пошиљаоца и примаоца. Како ово знатно ограничава богатство овог вида комуникације, димни сигнали се првенствено користе са преношење једноставних порука.